# Heinkel HD 17
Heinkel HD 17 là một loại máy bay trinh sát quân sự, chế tạo ở Đức vào cuối thập niên 1920.

## Tính năng kỹ chiến thuật
Đặc điểm tổng quát
- Kíp lái: 2
- Chiều dài: 9.18 m (30 ft 1 in)
- Sải cánh: 12.40 m (40 ft 8 in)
- Chiều cao: 3.60 m (11 ft 9 in)
- Diện tích cánh: 10.7 m2 (438 ft2)
- Trọng lượng rỗng: 1.380 kg (3.040 lb)
- Trọng lượng có tải: 2.200 kg (4.850 lb)
- Powerplant: 1 × Napier Lion XI, 334 kW (450 hp)

Hiệu suất bay
- Vận tốc cực đại: 240 km/h (150 mph)
- Vận tốc lên cao: 4,8 m/s (940 ft/phút)